# Io e il vento
Io e il vento è un film del 1989 diretto da Joris Ivens,con la collaborazione della moglie Marceline Loridan.

## Trama
Il protagonista del film è il regista stesso, novantenne infermo e tormentato dall'asma, che decide di tornare in Cina per realizzare quello che era il suo sogno fin dall'infanzia: catturare il vento. Viaggia con la sua troupe da montagne impervie fino al deserto, dove riesce finalmente nel suo intento con l'aiuto di una stregona. Il tutto è inframmezzato dalle suggestioni e dai ricordi, che si concretano in sequenze altamente liriche ispirate a tradizioni e leggende cinesi o alla storia del cinema.

## Produzione
Il film è stato girato in Cina.
Il dialoghi sono in cinese, francese ed inglese. La versione italiana mantiene questa molteplicità di linguaggi limitandosi a sottotitolare il film, senza doppiarlo.

## Un poema
Joris Ivens, intervistato da Aldo Tassone nel 1985, dichiara:
Il flusso poetico delle immagini incontra il flusso poetico delle parole:
(Poesia recitata dall'attrice cinese nel commento parlato)

## Autoritratto e testamento artistico
All'inizio del film una didascalia spiega:
Documentario e fiction, Une histoire de vent è una sintesi dell'opera di Ivens.  Due citazioni di suoi film precedenti lo testimoniano:
- Branding (film 1929): primo film d'amore di Ivens. Viene offerto dal regista a un giovane artigiano cinese in cambio della maschera del vento;
- I 400 milioni, 1938: documentario di Ivens sulla lotta di liberazione dei cinesi contro l'invasione giapponese. Alcune sue immagini si alternano alle inquadrature di paesaggi, allora teatro di guerra, ora silenzio e deserto.

Alla Storia del cinema e al cinema fantastico rende omaggio la sequenza del sogno: Ivens in cappa da mago esce dalla bocca del faccione della Luna di Viaggio nella luna di Georges Méliès. Il tema del potere creativo del cinema è sottolineato più volte nel film e diventa esplicito nella sequenza dell'esercito di terracotta.
La vita del Vecchio Uomo è tutta nella sua arte: l'ultima immagine, estremo segno del suo passaggio su questa terra, è una sedia vuota, la sedia del regista.

## Il vento, respiro della terra
(Commento parlato del film)
Ivens, nel 1985, quando ancora il film è un progetto, dichiara in un'intervista ad Aldo Tassone: 
"E il vento? È a un tempo il protagonista e la chiave metaforica che mi serve per compiere il viaggio nel passato. Prima che in senso metaforico, il vento va inteso qui in senso fisico: il vento entra nella storia dell'umanità, la influenza, a volte la condiziona. Si pensi ai trasporti marittimi e fluviali: per migliaia di anni la civiltà ha camminato sulle ali del vento (non a caso la giunca è un po' il simbolo della Cina). Il vento può seminare anche la morte: i popoli che vivono vicino ai grandi deserti lo sanno molto bene."
Il tema del vento, come un filo rosso, percorre l'opera di Ivens: già nel 1965 aveva girato il documentario in tre parti Pour le Mistral.

## Il vento e la storia degli uomini
In un'intervista a Cahiers du cinéma, Ivens confida: "In questi ultimi dieci anni ho molto ripensato al mio lavoro passato, a quello in cui ho creduto, alle utopie, alle ideologie molto rigide, e il vento, credo, porta via tutto." 
Con Une histoire du vent prende distanza da quel coinvolgimento ideologico che gli era stato rimproverato quando aveva girato Come Yukong spostò le montagne:
- sequenza parodistica sulla Cina contemporanea.

Anziché in riprese esterne la sequenza è girata in uno studio cinematografico: un oratore vanta i successi del Nuovo Piano Agricolo; atleti si allenano con volteggi e acrobazie; sposi novelli mostrano orgogliosi la casa moderna e gli elettrodomestici; un coro di bambini canta un inno di propaganda; soldati-turisti posano davanti ad una muraglia cinese di cartapesta. Il buffone Sun Wukong stacca la spina al microfono e toglie la parola al politico, l'altoparlante diffonde musica pop occidentale. Il regista si allontana indossando la maschera del buffone.
- sequenza al Museo dell'esercito di terracotta

Le autorità cinesi impediscono a Ivens di filmare in libertà i famosi guerrieri d'argilla. Infuriato, il regista abbandona il museo, fa comprare ai suoi collaboratori tante imitazioni dei guerrieri e li schiera come un'armata. Diretti dal suo bastone/bacchetta magica essi si animano: è la rivincita dell'arte e dell'immaginazione sull'ottusità burocratica.

## Il vento, soffio della vita
Il vento è anche alito, respiro.
- il maestro di Tai chi, con gesti lenti e armoniosi, spiega a Ivens sofferente di asma, che il segreto della respirazione sta nel "ritmo del vento autunnale"
- l'artigiano augura che la maschera del vento gli dia la forza di proseguire il cammino.
- nell'ultima sequenza, la morte è rappresentata come liberazione dello spirito e fusione con la respirazione della Terra.

Questo modo di concepire la vita e la morte è molto vicino al pensiero taoista: "La vita umana nasce da un soffio e ritorna al soffio, la morte è divenire vento, divenire impercettibile". ma trova riscontro anche nel Vangelo di Giovanni: "Il vento soffia dove vuole, tu ne senti il rumore, ma non sai da dove viene o dove va. È così di ogni uomo che è nato da un soffio dello Spirito".

## Occidente e Oriente
Ivens da bambino sogna di volare in Cina col suo aereo giocattolo (prima sequenza del film). 
Alla fine della vita torna per la quarta volta in Cina a filmarne la civiltà millenaria: 
"Une histoire de vent traccia simultaneamente due percorsi: uno visibile che conduce il vecchio Uomo a incontrare i miti, le leggende e la storia vertiginosa della Cina; l'altro, più segreto, che serpeggia e spazia attraverso la diversità dei paesaggi. [...]È nel dialogo, nel confronto fra Oriente e Occidente, che risiede il senso dell'autoritratto e, più precisamente, nel rapporto fra due visioni di uno stesso universo."
Leggende e miti citati:
- La leggenda di Yi l'Arciere: dieci soli minacciavano di bruciare la terra. Incaricato dall'Imperatore celeste, Houyi tirò nove frecce e nove soli morirono, salvando così la terra e gli uomini. Changie, la moglie di Houyi beve l'elisir dell'immortalità ed è sospesa fra cielo e terra, sulla Luna.
- La storia del poeta Li Po: dopo aver scritto molte poesie alla luna, annegò nel tentativo di afferrarne il riflesso sull'acqua. Da mille anni ad ogni anniversario della sua morte il riso gettato ai pesci impedisce che essi lo divorino.
- Il Re delle Scimmie, Sun Wukong accompagna il vecchio regista nel suo viaggio terrestre come nel romanzo di Wu Cheng'en Il viaggio in Occidente, accompagnava il bonzo partito per l'India alla ricerca dei testi sacri. La sua risata ha un potere esorcistico. Le sue piroette distraggono il vecchio dai pensieri di morte.[11]
- Feng Po, il dio del vento, con il dio del Tuono e il Signore della pioggia regnava sulla meteorologia antica: la sua effigie è la maschera del vento, sormontata da due corna che raffigurano una Fenice e un Drago.
- il Drago, mostro acquatico e mostro celeste, designa acqua e aria e l'insieme delle loro metamorfosi: "All'equinozio di primavera sale in cielo, all'equinozio d'autunno si nasconde in fondo alle acque". I draghi nascosti nelle nuvole, sono la forma dell'aria e l'agile e possente forma del Vento.
- La donna-strega è un personaggio della superstizione popolare e sa evocare il vento: il diagramma tracciato sulla sabbia ha linee sinuose come le spire di un drago discendente, il vento d'autunno.

## Paesaggio
Il film cerca di captare le segrete mutazioni del paesaggio. Stabilisce un'equivalenza fra le dune del deserto, i paesaggi erosi e le rughe scavate sul viso del Vecchio Uomo. La collera prende il ritmo degli elementi naturali scatenati. Il deserto è il vuoto dell'attesa. Con il montaggio, Une histoire de vent traduce lo scambio possibile fra gli elementi: dopo l'incontro con il Buddha di Leshan, le immagini del tifone e del maremoto lasciano il posto ai denti di pietra di una montagna frastagliata; all'immagine della risacca di  Les Brisants succedono le vette del Monte Taishan, avviluppate in nuvole ondeggianti, il cui movimento riproduce i pinnacoli di pietra. Diversamente lo sforzo degli uomini che portano il Vecchio Uomo, le lunghe panoramiche ascendenti conferiscono alla montagna sacra la sua potente verticalità.

## Sequenze e luoghi del film
- L'Olanda, paese natale del regista: nella sequenza iniziale le pale di un mulino a vento girano e il regista bambino, nel giardino di casa, gioca con un modello di aeroplano, sognando di volare in Cina.
- Deserto del Sinkiang: il regista con la sua troupe attende che arrivi il vento per poterlo filmare
- Incontro col vecchio professore di arti marziali, Tai chi
- Visita alla statua del dio/dea Avalokitesvara/Guanyin di Baodingshan e al Buddha gigante di Leshan[13] nella zona delle Incisioni rupestri di Dazu
- Ritorno nel deserto, visita medica, malore e sogni
- Nella caverna e nella fornace: la maschera del vento
- Ascensione al Monte Tai (Taishan)
- La Grande muraglia cinese
- festa degli aquiloni
- L'Esercito di terracotta a Xi'an
- Ritorno nel deserto e incontro con la maga cinese

## Musica
Il musicista Michel Portal compone un accompagnamento sonoro che cerca di ricreare la voce del vento: il clarinetto, le percussioni e altri strumenti a fiato producono suoni come soffi e respiri, il ritmo ha l'andamento delle giravolte del vento.

## Riconoscimenti
- European Film Awards 1989
  - Premio speciale della giuria per il miglior documentario
- São Paulo International Film Festival
  - Premio speciale della critica al regista